# Cochilius
Cochilius — вимерлий рід нотоунгулят із підряду Typotheria. Він жив між середнім еоценом і нижнім міоценом на території теперішньої Аргентини.

## Опис
Ця тварина, мабуть, трохи нагадувала бабака, і в усякому разі мала вигляд середнього розміру наземного гризуна. Череп і скелет демонструють риси, які також можна знайти в інших подібних тодішніх або трохи пізніших тварин, таких як Interatherium і Protypotherium. За загальними пропорціями черепа Cochilius був схожий на Interatherium, але в деяких рисах він був ближче до Protypotherium, наприклад, у великому розвитку морди і серединному положенні очниць. Епітимпанальний синус злегка губчастий. Передні кінцівки нагадували Interatherium і були слабшими, ніж у Protypotherium. П'ясткові кістки були довшими і тоншими, ніж у Interatherium. Різці були короткими і сильними, а корінні мали низькі коронкові зуби, брахідонти.